# Пандус
Пáндус (фр. pente douce — «пологий схил»), також рампа — прямокутна або криволінійна в плані полога похила доріжка, яка з'єднує дві горизонтальні поверхні різного рівня, зазвичай для забезпечення переміщення колісних транспортних засобів з однієї на іншу.

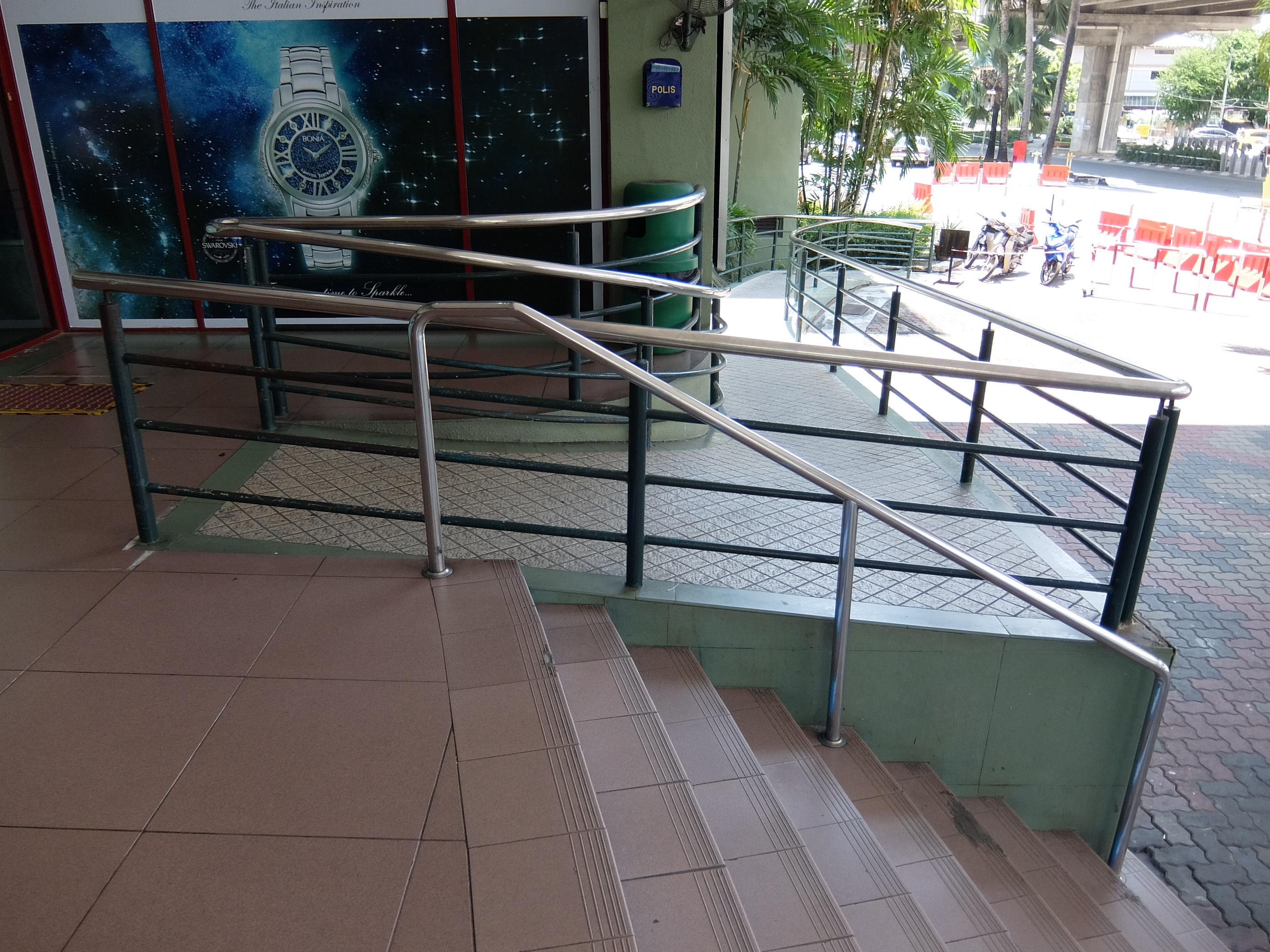
Пандус

## Застосування
Серед застосувань пандуса

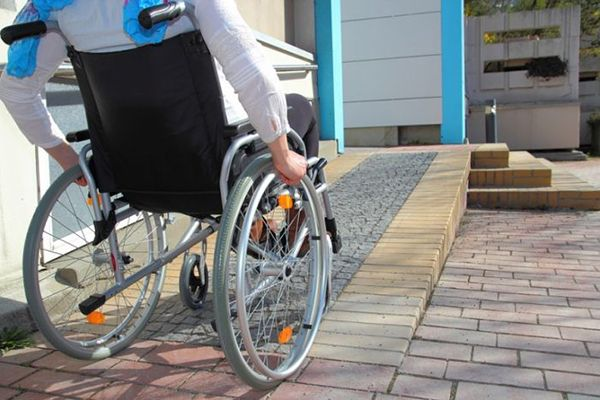
Заїзд на пандус на інвалідному візку

- створення під'їзду інвалідних візків до входу в будівлю, розташованого вище від цоколя будівлі;
  - згідно з Державними будівельними нормами (ДБН) нахил пандуса не має перевищувати 1:12 (8 %)[1]
- влаштування можливості спускання / підіймання в / з підземний (надземний) перехід вулиці чи автотраси із дитячими візочками, велосипедами, вантажними візками;
- забезпечення переміщення автомобілів між поверхами багатоповерхового гаража своїм ходом;

Переносні пандуси —
- для забезпечення переміщення візків на висоту сходів, забезпечення в'їзду візків у салон або кузов автівки.

В деяких випадках пандус може заміняти сходи всередині і зовні будинків, на станціях метро. У сучасному будівництві пандус влаштовується в багатоповерхових гаражах, підземних переходах тощо. У громадських місцях для зручності перевезення дитячих і інвалідних візків, сходи, як правило, дублюють пандусом.
В театрі пандусом називають конструкцію поверхні сцени, яка дозволяє (поряд зі сходами та підйомно-опускними майданчиками) змінювати рівень планшета сцени.

## Вимоги до пандусів в Україні
З 1 квітня 2019 року В Україні вимоги до пандусів дещо змінилися. Набрали чинності нові будівельні норми ДБН «Інклюзивність будівель і споруд». За констатацією представника Держбуду переважна більшість пандусів в Україні не відповідає вимогам доступності. Крім того, у багатьох будівлях конструкція сходів така, що дуже ускладнює переобладнання з влаштуванням пандуса. Ці будівлі недоступні для самостійного входу/виходу маломобільних осіб, що робить їхнє проживання проблематичним.
Відповідно до оновлених будівельних норм, в усіх громадських та житлових будівлях з перепадами рівнів повинні бути пандуси. Під час проектування будівель обов'язково має бути передбачено прямий безперешкодний доступ з території до будинку, а в місцях суттєвих перепадів рівня поверхонь влаштовуються ліфти, піднімальні платформи, вертикальні підйомники, пандуси. Крім того, вони повинні бути як на вході до будівлі, так і всередині.
Згідно з нормативом безпечний нахил зовнішнього пандусу має бути не більш ніж 8 %, а внутрішнього — 10–12 %. При цьому максимальна висота пандуса не повинна перевищувати 0,8 м, а після кожного підйому задля безпеки руху мають бути горизонтальні майданчики розміром 1,5 м, де можна зупинитись і перепочити.
Для безпеки людей поверхня пандусів має бути з неслизькою шорсткою та рівною поверхнею. При однобічному русі ширина має становити щонайменше 1,2 м, а при двобічному — 1,8 м.
Під час проектування нової будівлі необхідно передбачити ліфти, а під час реконструкції будувати пандуси та підйомники.